# Élections législatives thaïlandaises de 2005
Les élections législatives thaïlandaises de 2005 se sont déroulées le 6 février 2005 afin d'élire les 500 sièges de la Chambre des représentants, parmi lesquels 251 sièges constituent la majorité absolue. Elle met fin au mandat quadriennal du Premier ministre mais également celle de la 21e législature de la Chambre, élue aux élections de 2001.
Le Thai Rak Thai (TRT), mené par le Premier ministre sortant Thaksin Shinawatra, remporte la majorité absolue avec 61,17% des suffrages et 377 sièges obtenus sur 500. Un ancien parti de son gouvernement de coalition, le Chart Thai (thaï : ชาติไทย), gagne 25 sièges à la Chambre. Le Parti démocrate, mené par Banyat Bantadtan, n'obtient que 23,22% des suffrages et 96 sièges.  
Le Thai Rak Thai, ayant arrivé en tête et ayant la majorité absolue à la Chambre, permet au Premier ministre réélu de former un gouvernement à parti unique. 

## Résultats
| Groupe politique | Groupe politique | Groupe politique         | Liste proportionnel | Liste proportionnel | Liste proportionnel | Circonscriptions | Circonscriptions | Circonscriptions | Total sièges  | +/-           |
| Groupe politique | Groupe politique | Groupe politique         | Voix                | %                   | Sièges              | Voix             | %                | Sièges           | Total sièges  | +/-           |
| ---------------- | ---------------- | ------------------------ | ------------------- | ------------------- | ------------------- | ---------------- | ---------------- | ---------------- | ------------- | ------------- |
|                  | TRT              | Thai Rak Thai            | 18 993 073          | 60,48               | 67                  | 16 523 344       | 55,71            | 310              | 377           | 129           |
|                  | DEM              | Parti démocrate          | 7 210 742           | 22,96               | 26                  | 7 401 631        | 24,96            | 70               | 96            | 32            |
|                  | CTP              | Parti de la Nation thaïe | 2 061 559           | 6,56                | 7                   | 3 119 473        | 10,52            | 18               | 25            | 16            |
|                  | MCP              | Mahachon                 | 1 346 631           | 4,29                | 0                   | 2 223 399        | 7,50             | 2                | 2             | en stagnation |
| Inscrits         | Inscrits         | Inscrits                 | 44 572 101          |                     |                     |                  |                  |                  |               |               |
| Votes valables   | Votes valables   | Votes valables           | 31 048 223          | 96                  |                     | 29 657 716       | 91,71            |                  |               |               |
| Votes blancs     | Votes blancs     | Votes blancs             | 357 515             | 1,11                | 741 276             | 2,29             |                  |                  |               |               |
| Votes nuls       | Votes nuls       | Votes nuls               | 935 586             | 2,89                | 1 938 590           | 5,99             |                  |                  |               |               |
| Total            | Total            | Total                    | 32 341 330          | 72,56               | 100                 | 32 337 611       | 72,55            | 400              | en stagnation | en stagnation |